# Campeonato Ecuatoriano de Fútbol Serie B 2007
El Campeonato Ecuatoriano de Fútbol Serie B 2007, llamado comercialmente como «Copa Pilsener Serie B 2007», fue organizado por la Federación Ecuatoriana de Fútbol. Consistió en dos etapas de 18 partidos de ida y vuelta, los 4 mejores jugaron un cuadrangular final, de ahí los dos primeros de los Hexagonales, ascendieron a la Serie A del 2009. Mientras que los equipos con menor puntaje, perdieron la categoría y jugaron en Segunda Categoría en el 2008.

## Sistema de juego
El Campeonato Ecuatoriano de la Serie B 2007 se jugó de la siguiente manera.
Primera etapa
Se jugaron un total de 18 fechas en encuentros de ida y vuelta, los tres equipos que se ubicaron entre los 3 primeros lugares recibieron 3, 2 y 1 punto de bonificación para dicha para la liguilla.
Segunda etapa
Se jugaron un total de 18 fechas en encuentros de ida y vuelta, los 3 equipos mejor ubicados se clasificaron al cuadrangular final y recibieron 3, 2 y 1 puntos de bonificación para dicha etapa, en caso de que repitiesen los mismos equipos clasificaron los 2 mejores ubicados en la tabla acumulada y los 2 peores equipos ubicados en la tabla acumulada jugaron en la Segunda Categoría 2008.
Cuadrangular final
Se jugó con los 6 equipos que se ubicaron en la 2 etapas, se jugaron un total de 10 fechas de ida e vuelta y los dos primeros equipos mejor ubicados jugaron en la Serie A 2008.

## Equipos participantes
Tomaron parte en las competición 10 equipos, entre ellos se destaca el retorno del histórico Sociedad Deportiva Aucas, tras 16 años ausente de la categoría.
| Equipo                | Ciudad              | Provincia            |
| --------------------- | ------------------- | -------------------- |
| Aucas                 | Quito               | Pichincha            |
| Brasilia              | Quinindé            | Esmeraldas           |
| Delfín                | Manta               | Manabí               |
| Espoli                | Cayambe / Latacunga | Pichincha / Cotopaxi |
| LDU(L)                | Loja                | Loja                 |
| LDU(P)                | Portoviejo          | Manabí               |
| Manta F.C.            | Manta               | Manabí               |
| Mpal.de Cañar         | Cañar               | Cañar                |
| Técnico Universitario | Ambato              | Tungurahua           |
| U.Católica            | Quito               | Pichincha            |

## Primera etapa

### Partidos y resultados
| Fecha 1       | Fecha 1   | Fecha 1               |
| Equipo Local  | Resultado | Equipo Visitante      |
| ------------- | --------- | --------------------- |
| Delfín        | 1-2       | Técnico Universitario |
| LDU(P)        | 2-0       | Aucas                 |
| Mpal.de Cañar | 4-3       | Espoli                |
| LDU(L)        | 2-1       | Brasilia              |
| U.Católica    | 2-1       | Manta FC              |

| Fecha 2               | Fecha 2   | Fecha 2          |
| Equipo Local          | Resultado | Equipo Visitante |
| --------------------- | --------- | ---------------- |
| Manta FC              | 1-1       | LDU(P)           |
| Brasilia              | 1-1       | U.Católica       |
| Técnico Universitario | 4-2       | LDU(L)           |
| Espoli                | 0-0       | Delfín           |
| Aucas                 | 1-1       | Mpal.de Cañar    |

| Fecha 3       | Fecha 3   | Fecha 3               |
| Equipo Local  | Resultado | Equipo Visitante      |
| ------------- | --------- | --------------------- |
| Delfín        | 7-1       | Brasilia              |
| LDU(P)        | 4-1       | Técnico Universitario |
| Espoli        | 0-2       | Aucas                 |
| Mpal.de Cañar | 3-1       | Manta FC              |
| U.Católica    | 1-0       | LDU(L)                |

| Fecha 4               | Fecha 4   | Fecha 4          |
| Equipo Local          | Resultado | Equipo Visitante |
| --------------------- | --------- | ---------------- |
| Manta FC              | 1-0       | Espoli           |
| Brasilia              | 3-3       | LDU(P)           |
| Técnico Universitario | 1-1       | Mpal.de Cañar    |
| LDU(L)                | 1-2       | Delfín           |
| Aucas                 | 2-0       | U.Católica       |

| Fecha 5       | Fecha 5   | Fecha 5               |
| Equipo Local  | Resultado | Equipo Visitante      |
| ------------- | --------- | --------------------- |
| Delfín        | 0-0       | U.Católica            |
| LDU(P)        | 1-0       | LDU(L)                |
| Mpal.de Cañar | 3-0       | Brasilia              |
| Espoli        | 3-0       | Técnico Universitario |
| Aucas         | 2-2       | Manta FC              |

| Fecha 6               | Fecha 6   | Fecha 6          |
| Equipo Local          | Resultado | Equipo Visitante |
| --------------------- | --------- | ---------------- |
| Delfín                | 0-1       | Manta FC         |
| Brasilia              | 1-0       | Espoli           |
| LDU(L)                | 2-1       | Mpal.de Cañar    |
| Técnico Universitario | 1-1       | Aucas            |
| U.Católica            | 2-0       | LDU(P)           |

| Fecha 7       | Fecha 7   | Fecha 7               |
| Equipo Local  | Resultado | Equipo Visitante      |
| ------------- | --------- | --------------------- |
| Manta FC      | 0-0       | Técnico Universitario |
| LDU(P)        | 3-1       | Delfín                |
| Mpal.de Cañar | 0-0       | U.Católica            |
| Espoli        | 3-0       | LDU(L)                |
| Aucas         | 2-1       | Brasilia              |

| Fecha 8      | Fecha 8   | Fecha 8               |
| Equipo Local | Resultado | Equipo Visitante      |
| ------------ | --------- | --------------------- |
| Delfín       | 0-0       | Mpal.de Cañar         |
| LDU(P)       | 0-0       | Espoli                |
| Brasilia     | 1-1       | Manta FC              |
| LDU(L)       | 3-0       | Aucas                 |
| U.Católica   | 1-0       | Técnico Universitario |

| Fecha 9               | Fecha 9   | Fecha 9          |
| Equipo Local          | Resultado | Equipo Visitante |
| --------------------- | --------- | ---------------- |
| Manta FC              | 2-1       | LDU(L)           |
| Mpal.de Cañar         | 3-2       | LDU(P)           |
| Técnico Universitario | 3-0       | Brasilia         |
| Espoli                | 0-0       | U.Católica       |
| Aucas                 | 2-0       | Delfín           |

| Fecha 10     | Fecha 10  | Fecha 10              |
| Equipo Local | Resultado | Equipo Visitante      |
| ------------ | --------- | --------------------- |
| Delfín       | 1-1       | Aucas                 |
| LDU(P)       | 2-1       | Mpal.de Cañar         |
| Brasilia     | 1-0       | Técnico Universitario |
| LDU(L)       | 2-3       | Manta FC              |
| U.Católica   | 0-1       | Espoli                |

| Fecha 11              | Fecha 11  | Fecha 11         |
| Equipo Local          | Resultado | Equipo Visitante |
| --------------------- | --------- | ---------------- |
| Manta FC              | 1-1       | Brasilia         |
| Mpal.de Cañar         | 1-0       | Delfín           |
| Técnico Universitario | 4-1       | U.Católica       |
| Espoli                | 5-2       | LDU(P)           |
| Aucas                 | 3-2       | LDU(L)           |

| Fecha 12              | Fecha 12  | Fecha 12         |
| Equipo Local          | Resultado | Equipo Visitante |
| --------------------- | --------- | ---------------- |
| Delfín                | 1-2       | LDU(P)           |
| Brasilia              | 2-1       | Aucas            |
| LDU(L)                | 1-1       | Espoli           |
| Técnico Universitario | 5-0       | Manta FC         |
| U.Católica            | 1-0       | Mpal.de Cañar    |

| Fecha 13      | Fecha 13  | Fecha 13              |
| Equipo Local  | Resultado | Equipo Visitante      |
| ------------- | --------- | --------------------- |
| Manta FC      | 1-2       | Delfín                |
| LDU(P)        | 3-2       | U.Católica            |
| Mpal.de Cañar | 1-1       | LDU(L)                |
| Espoli        | 3-0       | Brasilia              |
| Aucas         | 2-1       | Técnico Universitario |

| Fecha 14              | Fecha 14  | Fecha 14         |
| Equipo Local          | Resultado | Equipo Visitante |
| --------------------- | --------- | ---------------- |
| Manta FC              | 1-4       | Aucas            |
| Brasilia              | 1-0       | Mpal.de Cañar    |
| LDU(L)                | 2-0       | LDU(P)           |
| Técnico Universitario | 1-0       | Espoli           |
| U.Católica            | 3-0       | Delfín           |

| Fecha 15      | Fecha 15  | Fecha 15              |
| Equipo Local  | Resultado | Equipo Visitante      |
| ------------- | --------- | --------------------- |
| Delfín        | 2-3       | LDU(L)                |
| LDU(P)        | 0-1       | Brasilia              |
| Mpal.de Cañar | 1-0       | Técnico Universitario |
| Espoli        | 3-0       | Manta FC              |
| U.Católica    | 2-1       | Aucas                 |

| Fecha 16              | Fecha 16  | Fecha 16         |
| Equipo Local          | Resultado | Equipo Visitante |
| --------------------- | --------- | ---------------- |
| Manta FC              | 3-0       | Mpal.de Cañar    |
| Brasilia              | 3-0       | Delfín           |
| Técnico Universitario | 2-1       | LDU(P)           |
| LDU(L)                | 0-2       | U.Católica       |
| Aucas                 | 1-3       | Espoli           |

| Fecha 17      | Fecha 17  | Fecha 17              |
| Equipo Local  | Resultado | Equipo Visitante      |
| ------------- | --------- | --------------------- |
| Delfín        | 2-2       | Espoli                |
| LDU(P)        | 2-3       | Manta FC              |
| LDU(L)        | 2-3       | Técnico Universitario |
| Mpal.de Cañar | 2-0       | Aucas                 |
| U.Católica    | 4-1       | Brasilia              |

| Fecha 18              | Fecha 18  | Fecha 18         |
| Equipo Local          | Resultado | Equipo Visitante |
| --------------------- | --------- | ---------------- |
| Manta FC              | 5-0       | U.Católica       |
| Brasilia              | 1-0       | LDU(L)           |
| Técnico Universitario | 2-1       | Delfín           |
| Espoli                | 1-0       | Mpal.de Cañar    |
| Aucas                 | 1-1       | LDU(P)           |

### Tabla de posiciones
|  |  |     | Equipo                | PJ | PG | PE | PP | GF | GC | DG  | PTS | Bon |
|  |  | --- | --------------------- | -- | -- | -- | -- | -- | -- | --- | --- | --- |
|  |  | 1.  | Universidad Católica  | 18 | 9  | 4  | 5  | 22 | 19 | +3  | 31  | 3   |
|  |  | 2.  | Técnico Universitario | 18 | 9  | 3  | 6  | 30 | 21 | +9  | 30  | 2   |
|  |  | 3.  | Espoli                | 18 | 8  | 5  | 5  | 28 | 15 | +13 | 29  | 1   |
|  |  | 4.  | Municipal Cañar       | 18 | 7  | 5  | 6  | 22 | 19 | +3  | 26  |     |
|  |  | 5.  | Aucas                 | 18 | 7  | 5  | 6  | 26 | 25 | +1  | 26  |     |
|  |  | 6.  | Manta F. C.           | 18 | 7  | 5  | 6  | 27 | 29 | -2  | 26  |     |
|  |  | 7.  | Liga de Portoviejo    | 18 | 7  | 4  | 7  | 28 | 29 | -1  | 25  |     |
|  |  | 8.  | Brasilia              | 18 | 7  | 4  | 7  | 20 | 31 | -11 | 25  |     |
|  |  | 9.  | Liga de Loja          | 18 | 5  | 2  | 11 | 24 | 31 | -7  | 17  |     |
|  |  | 10. | Delfín S. C.          | 18 | 3  | 5  | 10 | 20 | 28 | -8  | 14  |     |

Pts=Puntos; PJ=Partidos jugados; G=Partidos ganados; E=Partidos empatados; P=Partidos perdidos; GF=Goles a favor; GC=Goles en contra; Dif=Diferencia de gol; Bon=Bonificación
|  | Clasificaron a la Liguilla Final |

## Segunda etapa

### Partidos y resultados
| Fecha 1       | Fecha 1   | Fecha 1               |
| Equipo Local  | Resultado | Equipo Visitante      |
| ------------- | --------- | --------------------- |
| Delfín        | 1-0       | Técnico Universitario |
| LDU(P)        | 3-0       | Aucas                 |
| Mpal.de Cañar | 1-2       | Espoli                |
| LDU(L)        | 3-1       | Brasilia              |
| U.Católica    | 1-1       | Manta FC              |

| Fecha 2               | Fecha 2   | Fecha 2          |
| Equipo Local          | Resultado | Equipo Visitante |
| --------------------- | --------- | ---------------- |
| Manta FC              | 2-3       | LDU(P)           |
| Brasilia              | 3-3       | U.Católica       |
| Técnico Universitario | 1-0       | LDU(L)           |
| Espoli                | 6-0       | Delfín           |
| Aucas                 | 2-1       | Mpal.de Cañar    |

| Fecha 3       | Fecha 3   | Fecha 3               |
| Equipo Local  | Resultado | Equipo Visitante      |
| ------------- | --------- | --------------------- |
| Delfín        | 1-1       | Brasilia              |
| LDU(P)        | 4-3       | Técnico Universitario |
| Mpal.de Cañar | 1-2       | Manta FC              |
| Espoli        | 2-0       | Aucas                 |
| U.Católica    | 4-1       | LDU(L)                |

| Fecha 4               | Fecha 4   | Fecha 4          |
| Equipo Local          | Resultado | Equipo Visitante |
| --------------------- | --------- | ---------------- |
| Manta FC              | 2-0       | Espoli           |
| Brasilia              | 4-1       | LDU(P)           |
| LDU(L)                | 3-0       | Delfín           |
| Técnico Universitario | 0-1       | Mpal.de Cañar    |
| Aucas                 | 0-1       | U.Católica       |

| Fecha 5       | Fecha 5   | Fecha 5               |
| Equipo Local  | Resultado | Equipo Visitante      |
| ------------- | --------- | --------------------- |
| Delfín        | 2-2       | U.Católica            |
| LDU(P)        | 1-0       | LDU(L)                |
| Espoli        | 0-2       | Técnico Universitario |
| Mpal.de Cañar | 3-1       | Brasilia              |
| Aucas         | 2-0       | Manta FC              |

| Fecha 6               | Fecha 6   | Fecha 6          |
| Equipo Local          | Resultado | Equipo Visitante |
| --------------------- | --------- | ---------------- |
| Delfín                | 3-1       | Manta FC         |
| Brasilia              | 2-2       | Espoli           |
| LDU(L)                | 1-0       | Mpal.de Cañar    |
| Técnico Universitario | 1-1       | Aucas            |
| U.Católica            | 5-1       | LDU(P)           |

| Fecha 7       | Fecha 7   | Fecha 7               |
| Equipo Local  | Resultado | Equipo Visitante      |
| ------------- | --------- | --------------------- |
| Manta FC      | 2-0       | Técnico Universitario |
| LDU(P)        | 2-1       | Delfín                |
| Mpal.de Cañar | 1-3       | U.Católica            |
| Espoli        | 1-0       | LDU(L)                |
| Aucas         | 3-0       | Brasilia              |

| Fecha 8      | Fecha 8   | Fecha 8          |
| Equipo Local | Resultado | Equipo Visitante |
| ------------ | --------- | ---------------- |
|              | -         |                  |
|              | -         |                  |
|              | -         |                  |
|              | -         |                  |
|              | -         |                  |

| Fecha 9      | Fecha 9   | Fecha 9          |
| Equipo Local | Resultado | Equipo Visitante |
| ------------ | --------- | ---------------- |
|              | -         |                  |
|              | -         |                  |
|              | -         |                  |
|              | -         |                  |
|              | -         |                  |

| Fecha 10     | Fecha 10  | Fecha 10         |
| Equipo Local | Resultado | Equipo Visitante |
| ------------ | --------- | ---------------- |
|              | -         |                  |
|              | -         |                  |
|              | -         |                  |
|              | -         |                  |
|              | -         |                  |

| Fecha 11     | Fecha 11  | Fecha 11         |
| Equipo Local | Resultado | Equipo Visitante |
| ------------ | --------- | ---------------- |
|              | -         |                  |
|              | -         |                  |
|              | -         |                  |
|              | -         |                  |
|              | -         |                  |

| Fecha 12     | Fecha 12  | Fecha 12         |
| Equipo Local | Resultado | Equipo Visitante |
| ------------ | --------- | ---------------- |
|              | -         |                  |
|              | -         |                  |
|              | -         |                  |
|              | -         |                  |
|              | -         |                  |

| Fecha 13     | Fecha 13  | Fecha 13         |
| Equipo Local | Resultado | Equipo Visitante |
| ------------ | --------- | ---------------- |
|              | -         |                  |
|              | -         |                  |
|              | -         |                  |
|              | -         |                  |
|              | -         |                  |

| Fecha 14     | Fecha 14  | Fecha 14         |
| Equipo Local | Resultado | Equipo Visitante |
| ------------ | --------- | ---------------- |
|              | -         |                  |
|              | -         |                  |
|              | -         |                  |
|              | -         |                  |
|              | -         |                  |

| Fecha 15     | Fecha 15  | Fecha 15         |
| Equipo Local | Resultado | Equipo Visitante |
| ------------ | --------- | ---------------- |
|              | -         |                  |
|              | -         |                  |
|              | -         |                  |
|              | -         |                  |
|              | -         |                  |

| Fecha 16     | Fecha 16  | Fecha 16         |
| Equipo Local | Resultado | Equipo Visitante |
| ------------ | --------- | ---------------- |
|              | -         |                  |
|              | -         |                  |
|              | -         |                  |
|              | -         |                  |
|              | -         |                  |

| Fecha 17     | Fecha 17  | Fecha 17         |
| Equipo Local | Resultado | Equipo Visitante |
| ------------ | --------- | ---------------- |
|              | -         |                  |
|              | -         |                  |
|              | -         |                  |
|              | -         |                  |
|              | -         |                  |

| Fecha 18     | Fecha 18  | Fecha 18         |
| Equipo Local | Resultado | Equipo Visitante |
| ------------ | --------- | ---------------- |
|              | -         |                  |
|              | -         |                  |
|              | -         |                  |
|              | -         |                  |
|              | -         |                  |

### Clasificación Segunda Etapa
| Pos  | Equipo                | Pts | PJ | G  | E | P  | GF | GC | DIF | PB |
| ---- | --------------------- | --- | -- | -- | - | -- | -- | -- | --- | -- |
| 1.º  | Aucas                 | 36  | 18 | 11 | 3 | 4  | 30 | 16 | +14 | +3 |
| 2.º  | Universidad Católica  | 34  | 18 | 10 | 4 | 4  | 30 | 18 | +12 | +2 |
| 3.º  | Espoli                | 33  | 18 | 10 | 3 | 5  | 21 | 6  | +15 | +1 |
| 4.º  | LDU de Portoviejo     | 30  | 18 | 9  | 3 | 6  | 26 | 20 | +6  |    |
| 5.º  | Manta F. C.           | 26  | 18 | 7  | 5 | 6  | 23 | 22 | +1  |    |
| 6.º  | Municipal Cañar       | 21  | 18 | 6  | 3 | 9  | 20 | 11 | +9  |    |
| 7.º  | Técnico Universitario | 20  | 18 | 6  | 2 | 10 | 18 | 26 | -8  |    |
| 8.º  | Delfín S. C.          | 19  | 18 | 5  | 4 | 9  | 21 | 26 | -5  |    |
| 9.º  | LDU de Loja           | 16  | 18 | 4  | 4 | 10 | 12 | 26 | -14 |    |
| 10.º | Brasilia              | 16  | 18 | 3  | 7 | 8  | 18 | 32 | -14 |    |

## Tabla Acumulada
| Pos  | Equipo                | Pts | PJ | G  | E  | P  | GF | GC | DIF |
| ---- | --------------------- | --- | -- | -- | -- | -- | -- | -- | --- |
| 1.º  | Universidad Católica  | 65  | 36 | 19 | 8  | 9  | 34 | 16 | +18 |
| 2.º  | Espoli                | 62  | 36 | 18 | 8  | 10 | 38 | 18 | +20 |
| 3.º  | Aucas                 | 62  | 36 | 18 | 8  | 10 | 39 | 19 | +20 |
| 4.º  | LDU de Portoviejo     | 55  | 36 | 16 | 7  | 13 | 36 | 21 | +15 |
| 5.º  | Manta F. C.           | 52  | 36 | 14 | 10 | 12 | 33 | 22 | +11 |
| 6.º  | Técnico Universitario | 50  | 36 | 15 | 5  | 16 | 30 | 19 | +11 |
| 7.º  | Municipal Cañar       | 47  | 36 | 13 | 8  | 15 | 26 | 18 | +8  |
| 8.º  | Brasilia              | 41  | 36 | 10 | 11 | 15 | 21 | 26 | -5  |
| 9.º  | LDU de Loja           | 33  | 36 | 9  | 6  | 21 | 12 | 25 | -13 |
| 10.º | Delfín S. C.          | 33  | 36 | 8  | 9  | 19 | 18 | 32 | -14 |

|  | Clasificados al Hexagonal final     |
|  | Descenderán a la Segunda Categoría. |

### Partidos y resultados
| Fecha 1      | Fecha 1   | Fecha 1          |
| Equipo Local | Resultado | Equipo Visitante |
| ------------ | --------- | ---------------- |
|              | -         |                  |
|              | -         |                  |
|              | -         |                  |
|              | -         |                  |

| Fecha 2      | Fecha 2   | Fecha 2          |
| Equipo Local | Resultado | Equipo Visitante |
| ------------ | --------- | ---------------- |
|              | -         |                  |
|              | -         |                  |
|              | -         |                  |
|              | -         |                  |

| Fecha 3      | Fecha 3   | Fecha 3          |
| Equipo Local | Resultado | Equipo Visitante |
| ------------ | --------- | ---------------- |
|              | -         |                  |
|              | -         |                  |
|              | -         |                  |
|              | -         |                  |

| Fecha 4      | Fecha 4   | Fecha 4          |
| Equipo Local | Resultado | Equipo Visitante |
| ------------ | --------- | ---------------- |
|              | -         |                  |
|              | -         |                  |
|              | -         |                  |
|              | -         |                  |

| Fecha 5      | Fecha 5   | Fecha 5          |
| Equipo Local | Resultado | Equipo Visitante |
| ------------ | --------- | ---------------- |
|              | -         |                  |
|              | -         |                  |
|              | -         |                  |
|              | -         |                  |

| Fecha 6      | Fecha 6   | Fecha 6          |
| Equipo Local | Resultado | Equipo Visitante |
| ------------ | --------- | ---------------- |
|              | -         |                  |
|              | -         |                  |
|              | -         |                  |
|              | -         |                  |

| Fecha 7      | Fecha 7   | Fecha 7          |
| Equipo Local | Resultado | Equipo Visitante |
| ------------ | --------- | ---------------- |
|              | -         |                  |
|              | -         |                  |
|              | -         |                  |
|              | -         |                  |

| Fecha 8      | Fecha 8   | Fecha 8          |
| Equipo Local | Resultado | Equipo Visitante |
| ------------ | --------- | ---------------- |
|              | -         |                  |
|              | -         |                  |
|              | -         |                  |
|              | -         |                  |

| Fecha 9      | Fecha 9   | Fecha 9          |
| Equipo Local | Resultado | Equipo Visitante |
| ------------ | --------- | ---------------- |
|              | -         |                  |
|              | -         |                  |
|              | -         |                  |
|              | -         |                  |

| Fecha 10     | Fecha 10  | Fecha 10         |
| Equipo Local | Resultado | Equipo Visitante |
| ------------ | --------- | ---------------- |
|              | -         |                  |
|              | -         |                  |
|              | -         |                  |
|              | -         |                  |

| Pos | Equipo                | Pts | PJ | G | E | P | GF | GC | DIF | PB |
| --- | --------------------- | --- | -- | - | - | - | -- | -- | --- | -- |
| 1.º | Universidad Católica  | 23  | 10 | 5 | 3 | 2 | 13 | 8  | +5  | 5  |
| 2.º | Espoli                | 19  | 10 | 4 | 5 | 1 | 12 | 8  | +4  | 2  |
| 3.º | Técnico Universitario | 15  | 10 | 2 | 7 | 1 | 9  | 8  | +1  | 2  |
| 4.º | Aucas                 | 12  | 10 | 2 | 3 | 5 | 6  | 9  | -3  | 3  |
| 5.º | LDU de Portoviejo     | 12  | 10 | 3 | 3 | 4 | 6  | 9  | -3  | 0  |
| 6.º | Manta F. C.           | 9   | 10 | 2 | 3 | 5 | 6  | 9  | -3  | 0  |

|  | Ascendidos a la Serie A de Ecuador. |

### Campeón
|                                 |
|                                 |
| Universidad Católica 2.º título |

| Predecesor: 2006 | Campeonato Ecuatoriano de Fútbol Serie B 2007 | Sucesor: 2008 |

- Datos: Q5742915